# Pat Barrington
Pat Barrington (geboren in 1941), ook bekend als Pat Barringer, Camille Grant en Vivian Gregg is een danseres en (porno)actrice. Ze speelde onder andere in de films The Agony of Love, uit 1966 en Mondo Topless, eveneens uit 1966.

## Filmografie
| Jaar | Titel                         | Rol               | Opmerkingen |
| ---- | ----------------------------- | ----------------- | ----------- |
| 1969 | Shannon's Women               |                   |             |
| 1969 | Sisters in Leather            |                   |             |
| 1969 | Hedonistic Pleasures          | haarzelf          |             |
| 1968 | The Satanist                  |                   |             |
| 1968 | The Acid Eaters               | Chickie           |             |
| 1968 | Mantis in Lace                | Cathy             |             |
| 1967 | The Girl with the Hungry Eyes |                   |             |
| 1966 | Mondo Topless                 | haarzelf          |             |
| 1966 | The Agony of Love             | Barbara Thomas    |             |
| 1966 | All the Way Down              | Cindy             |             |
| 1966 | Psychedelica Sexualis         | Belly Dancer      |             |
| 1965 | Orgy of the Dead              | Shirley/Gold Girl |             |